# Ancylolomia japonica
Ancylolomia japonica là một loài bướm đêm trong họ Crambidae.